# Pioneer Award der Bayerischen Akademie der Wissenschaften
Der Pioneer Award der Bayerischen Akademie der Wissenschaften ist ein bayerischer Technikpreis. Über die Vergabe entscheidet ein Auswahlgremium unter dem Vorsitz des Präsidenten der Bayerischen Akademie der Wissenschaften. Mit 300.000 Euro ist er zusammen mit dem Hightech-Preis des Bayerischen Ministerpräsidenten der höchstdotierte Preis für Technikwissenschaften in Deutschland.

## Geschichte
Der 2025 zum ersten Mal vergebene Preis zeichnet Forschende für technologische Spitzenleistungen aus, die zugleich eine breite gesellschaftliche Wirkung entfaltet haben. Er wird zusammen mit den Hightech-Preisen Bayern vergeben.

## Preisträger
- 2025: Gerhard P. Fettweis[3]